# Стурзены
Стурзены (рум. Sturzeni, Стурзень) — село в Рышканском районе Молдавии. Относится к сёлам, не образующим коммуну.

## География
Село расположено на высоте 212 метров над уровнем моря.

## Население
По данным переписи населения 2004 года, в селе Стурзень проживает 1526 человек (724 мужчины, 802 женщины).
Этнический состав села:
| Национальность | Число жителей | Процентный состав |
| -------------- | ------------- | ----------------- |
| молдаване      | 1485          | 97.31             |
| румыны         | 14            | 0.92              |
| украинцы       | 12            | 0.79              |
| русские        | 9             | 0.59              |
| гагаузы        | 5             | 0.33              |
| прочие         | 1             | 0.07              |
| Всего          | 1526          | 100%              |